# 船通山のイチイ

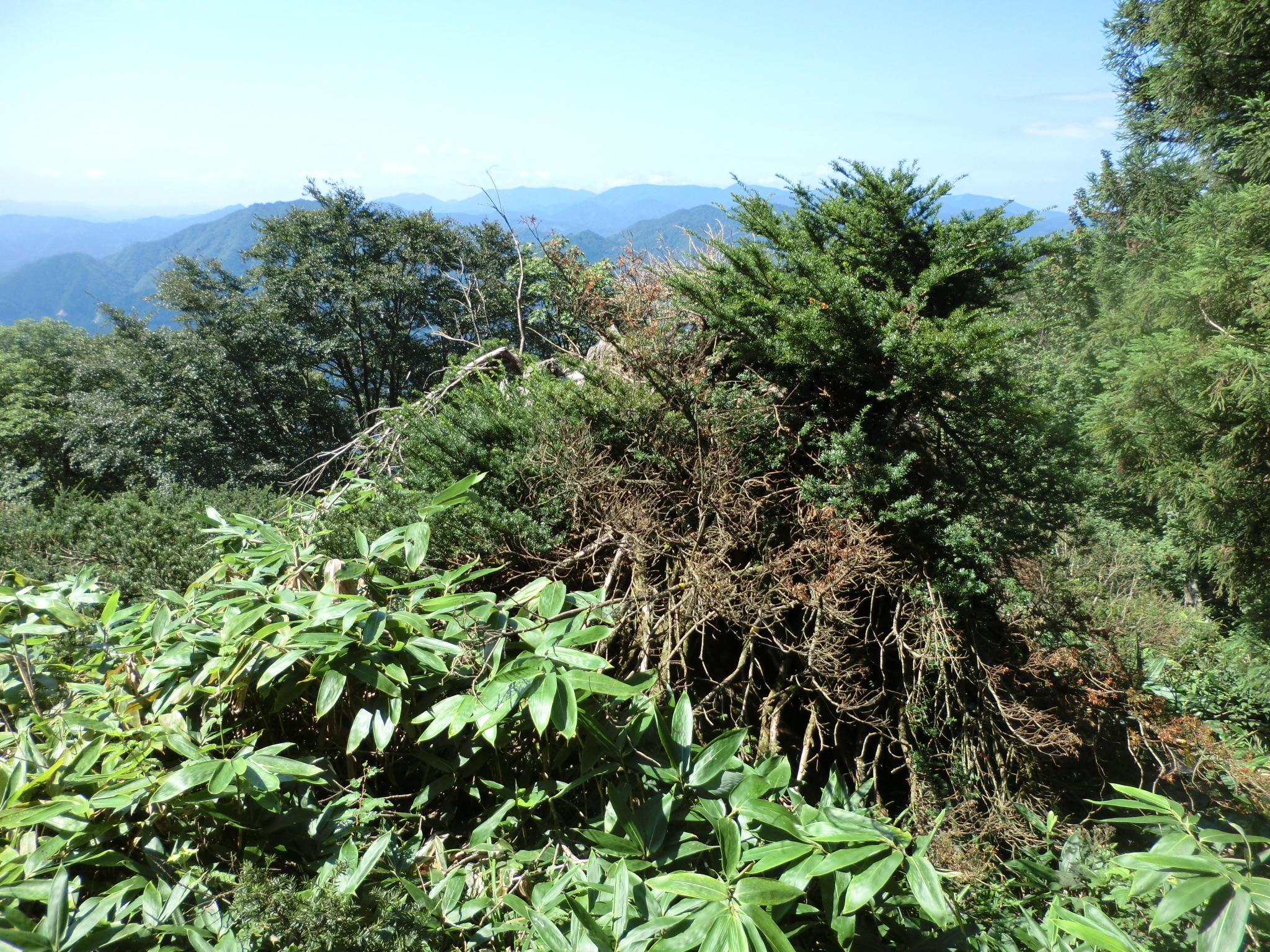
船通山のイチイ

船通山のイチイ（せんつうざんのいちい）は、鳥取県日南町大字上萩山にある巨大なイチイの古木である。国の天然記念物に指定され、比婆道後帝釈国定公園内にある。

## 概要

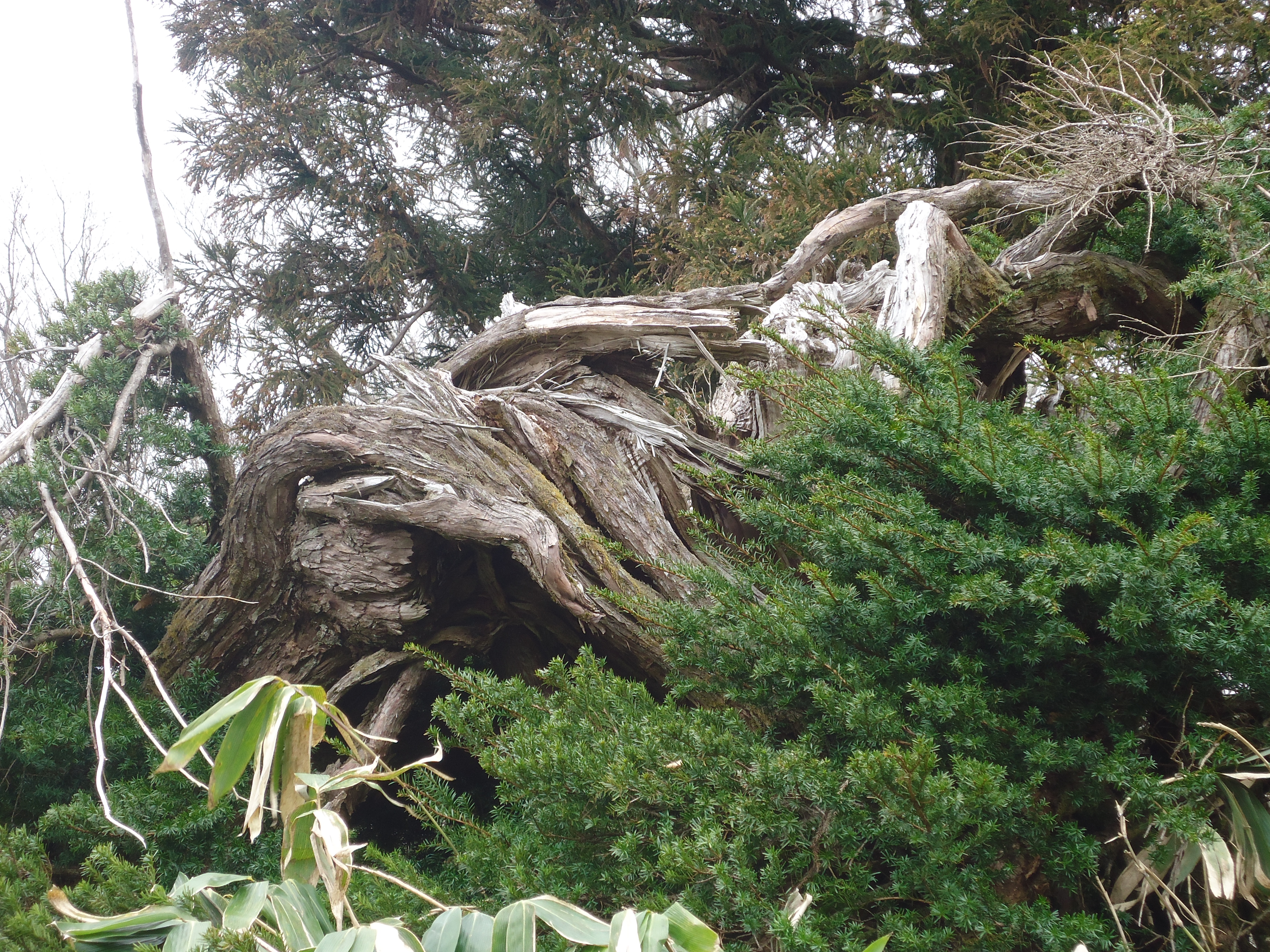
平成23年の雪害で傷んだイチイ

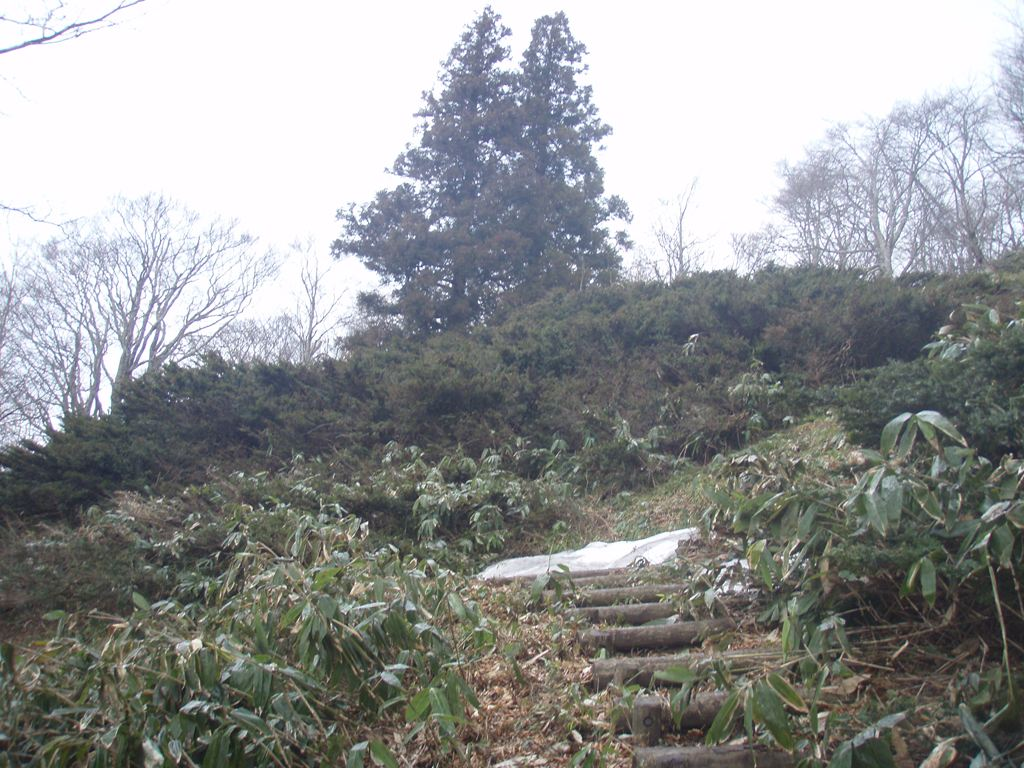
船通山のイチイ遠景

鳥取県と島根県境である船通山の鳥取県側の九合目付近の風衝地帯にある。樹齢2000年と伝えられ古くから神木として大切にして保護されてきた経過がある。
標高1000ｍ前後の高山に位置しているため、このイチイの枝は風雪の影響を大きく受けており、山の斜面に沿って山肌を這うように枝が平面に広がっているのが特徴である。
船通山は大正時代から昭和初期頃にかけて、教育者で郷土史家の内藤岩雄が中心となりヤマタノオロチ伝説の残る当山を含めた近隣区域の神域の宣揚を行った場所であった。内藤は神話伝承の残る船通山の頂上付近にイチイの古木が存在していたという事から、イチイの自生地を含めた山頂周辺の土地を自ら購入し伐採が行われないようにしたのが保護活動の始まりだった。内藤は昭和20年に死去したが啓発活動が認められ、昭和32年7月27日に国の天然記念物に指定された。
なお、平成23年12月から1月にかけての雪害によって上部に伸びる主幹が折れるなどの被害に遭遇した。

## 交通・アクセス
- JR伯備線生山駅から国道183号を広島方面に向かい自動車で約40分で登山道入り口駐車場に至る。頂上へは登山道入り口から徒歩約1時間。
- 登山道入り口より山道を登ると約10分でキャンプ場にとうする。ここから健脚コース（約1.06㎞ 約40分）と一般コース（約1.4㎞ 約50分）に分岐する。